# Marcela Figueroa
Marcela Figueroa Franco (Mérida, Yucatán; 27 de septiembre de 1982) es una politóloga y funcionaria mexicana especializada en seguridad pública, y, desarrollo y profesionalización policial. En octubre de 2024, fue nombrada titular del Secretariado Ejecutivo del Sistema Nacional de Seguridad Pública por la presidenta Claudia Sheinbaum.

## Biografía
Es licenciada en Ciencias Políticas y Administración Pública por la Universidad Nacional Autónoma de México tiene una maestría en Ciencia Política con especialidad en Política Comparada por la Universidad Central Europea, además tiene estudios en políticas públicas y teoría política por la Universidad de California.
En 2018 cursó un diplomado en supervisión y rendición de cuentas de la policía en la Universidad de Chile. Además de cursos en el Instituto Nacional de Ciencias Penales como Inteligencia y contrainteligencia, Prevención social de las violencias y el delito, Curso en Lavado de dinero.
En su paso en la sociedad civil llevó a cabo evaluaciones sobre el desarrollo policial en varias entidades estatales y contribuyó al diseño de sistemas de supervisión policial. 
Fue profesora de asignatura en la Universidad Iberoamericana, así como coordinadora de información y editora en diversos medios de comunicación.
De 2018 a 2019 fue directora de Implementación de Política Pública de la Agencia Digital de Innovación Pública de la Ciudad de México, posteriormente, de 2019 a 2021 se desempeñó como directora general de Carrera Policial en la Secretaría de Seguridad Ciudadana, dependencia donde fue nombrada subsecretaria de Desarrollo Institucional, en marzo de 2021.